# Lázaro Cárdenas Yucunicoco
Lázaro Cárdenas Yucunicoco är en ort i Mexiko.   Den ligger i kommunen Santiago Juxtlahuaca och delstaten Oaxaca, i den sydöstra delen av landet, 270 km sydost om huvudstaden Mexico City. Lázaro Cárdenas Yucunicoco ligger 2 742 meter över havet och antalet invånare är 484.
Terrängen runt Lázaro Cárdenas Yucunicoco är kuperad åt nordost, men åt sydväst är den bergig. Lázaro Cárdenas Yucunicoco ligger uppe på en höjd. Runt Lázaro Cárdenas Yucunicoco är det ganska glesbefolkat, med 32 invånare per kvadratkilometer. Närmaste större samhälle är Santiago Juxtlahuaca, 12,1 km nordväst om Lázaro Cárdenas Yucunicoco. I omgivningarna runt Lázaro Cárdenas Yucunicoco växer huvudsakligen savannskog.